# Serres-Sainte-Marie
Serres-Sainte-Marie ist eine französische Gemeinde mit 601 Einwohnern (Stand 1. Januar 2022) im Département Pyrénées-Atlantiques in der Region Nouvelle-Aquitaine (vor 2016: Aquitanien). Die Gemeinde gehört zum Arrondissement Pau und zum Kanton Artix et Pays de Soubestre (bis 2015: Kanton Arthez-de-Béarn).
Der Name der Gemeinde ist vom gascognischen Wort sèrra (deutsch Hügel) abgeleitet und knüpft an die geografische Lage auf einer Erhöhung über dem Tal des Gave de Pau an.

## Geographie
Serres-Sainte-Marie liegt ca. 20 km nordwestlich von Pau in der historischen Provinz Béarn.
Umgeben wird der Ort von den Nachbargemeinden:
|      | Doazon                                      | Casteide-Cami       |
| Lacq | Kompassrose, die auf Nachbargemeinden zeigt | Cescau              |
|      | Artix                                       | Labastide-Monréjeau |

Serres-Sainte-Marie liegt im Einzugsgebiet des Flusses Adour.
Die Geüle, ein Nebenfluss des Gave de Pau, durchquert das Gebiet der Gemeinde ebenso wie ihr Zufluss, der Ruisseau l’Henx, der in Serres-Sainte-Marie entspringt.
Ebenso bewässern der Habarnet und der Ruisseau l’Agle, Nebenflüsse des Ruisseau Laulouze, das Gemeindegebiet.

## Geschichte
Eine sehr große Anzahl von Hügelgräbern, die auf dem Gemeindegebiet entdeckt wurden und von denen die meisten heute eingeebnet sind, stammen aus der Eisenzeit und bezeugen eine frühe Besiedelung des Landstrichs. Bei der Volkszählung im Béarn im Jahre 1385 wurden in Serres-Sainte-Marie dreizehn Haushalte gezählt, und das Dorf gehörte zur Bailliage von Pau. In der Folge profitierte es von einem Priorat des Bistums Lescar, das vermutlich aufgrund der vorbeiführenden cami salié (Salzstraße) dort eingerichtet wurde. Wie auch der Nachbarort Artix, so gehörte Serres-Sainte-Marie zum Baronat von Gabaston. Als der französische König Heinrich IV. seine ‚königliche Straße‘ durch Artix bauen ließ, sank die Bedeutung von Serres-Sainte-Marie.
Toponyme und Erwähnungen von Serres-Sainte-Marie waren:
- Serre (1101, Kopialbuch des Bistums Lescar),
- Serres (13. Jahrhundert, fors de Béarn, Manuskript aus dem 14. Jahrhundert, S. 36),
- Sancta-Maria de Serris (1349, Gallia Christiana),
- Lo priorat de Sente-Marie de Serres und Nostre-Done de Serres (1343 bzw. 1344, Notare aus Pardies),
- Serres Sainte Marie (1750, Karte von Cassini),
- Serres Marie (1793, Notice Communale) und
- Serres-Sainte-Marie (1863, Dictionnaire topographique du département des Basses-Pyrénées).[3][4][5]

### Einwohnerentwicklung
Nach Beginn der Aufzeichnungen stieg die Einwohnerzahl auf einen ersten Höchststand von rund 470 in der Mitte des 19. Jahrhunderts. In der Folgezeit stagnierte die Größe der Gemeinde bei kurzzeitigen Phasen der Erholung bis zu den 1940er Jahren auf rund 230 Einwohner. Seitdem ist ein zeitweise starker Aufwärtstrend zu verzeichnen, der noch heute andauert.
| Jahr      | 1962 | 1968 | 1975 | 1982 | 1990 | 1999 | 2006 | 2009 | 2022 |
| --------- | ---- | ---- | ---- | ---- | ---- | ---- | ---- | ---- | ---- |
| Einwohner | 287  | 299  | 275  | 472  | 456  | 456  | 488  | 451  | 601  |

## Sehenswürdigkeiten

### Pfarrkirche
Das Dorf Serres-Sainte-Marie hat sich vom 10. Jahrhundert an um die romanische Kirche entwickelt. In den Hugenottenkriegen wurde diese 1569 teilweise durch einen Brand beschädigt, der von protestantischen Truppen gelegt worden war. Erst 1845 erfolgte eine Restaurierung der Mariä Himmelfahrt gewidmeten Kirche, bei der die halbrunde Apsis mit ihrem schmalen Fenster und die Pfeiler des Chors als ursprüngliche, romanische Elemente erhalten sind.
Ergebnisse der Restaurierung sind auch neue Glasfenster in reinen Farben. Eines dieser Fenster ist in drei Abschnitte eingeteilt. Der obere und der untere ist mit dekorativen Rosetten besetzt, während der mittlere Abschnitt in Form eines stehenden Vierpasses die Szene des Tempelgangs Marias aus dem apokryphen Jakobusevangelium illustriert. Maria, die vor dem Priester kniet, wird von ihren Eltern Joachim und Anna begleitet.
Im Inneren ist ein Pfeiler zu sehen, der aus drei Säulen zusammengesetzt ist, die im unteren Teil mit einem Schaftring verbunden sind und oben in ein Kapitell zulaufen. Der Pfeiler ist teilweise in die Wand eingelassen und hat keinerlei tragende Funktion. Vermutlich ist er ein Überbleibsel der ursprünglichen Kirche.
Der Altarraum, dessen Zutritt den Geistlichen vorbehalten ist, ist vom Langhaus durch eine hölzerne Balustrade aus dem 19. Jahrhundert abgetrennt. Sie besitzt zwei Türchen für den Zugang zum Chor. Bei der Kommunion knien die Gläubigen vor dieser Balustrade und empfangen diese vom Geistlichen dahinter.
Der Hauptaltar wurde gegen 1850 geschaffen als Ersatz für den früheren Altar aus Holz, der 1875 an die Kirchengemeinde in Herm gegeben wurde. Er ist auf zwei Stufen erhöht und vereinigt romanische mit gotischen Stilelementen. In seiner Mitte befindet sich der Tabernakel mit einer Tür aus vergoldeter Bronze in Form eines Rundbogens. Darüber erhebt sich ein von Säulen getragener Baldachin, der mit einem Helm bedeckt ist. Zwei Gemälde rahmen das Retabel ein.
Ein kirchliches Wappen schmückt eine der Innenwände. Es ist auf einer Tafel als Relief ausgearbeitet, die vermutlich zum Zeitpunkt der Restaurierung angebracht wurde. Aufgrund des erkennbaren Bischofshuts und des Krummstabs gehört das Wappen zweifellos zu einem Bischof, dessen Amtszeit vermutlich in den Zeitraum der Restaurierung lag.
Die Kirche birgt in ihrem Inneren eine große Vielzahl von Statuen, von denen die meisten aus dem 19. Jahrhundert stammen.
- Ein Engel wird in andachtsvoller Körperhaltung gezeigt. Er ist größtenteils monochrome bis auf Goldauflagen am Saum seines Mantels. Er hat die Hände über seiner Brust gefaltet und seinen Kopf leicht geneigt.
- Unterhalb der Wandkonsole, auf der die Statue steht, ist das vermeintliche Wappen von Jeanne d’Arc zu sehen, das sie nie getragen haben soll. Jeanne d’Arc, die französische Nationalheldin, wird in einer Rüstung dargestellt, mit einer Standarte und einem geschwungenen Schwert.
- Die Marienstatue trägt eine Krone, ein weißes Kleid und einen blauen Mantel mit vergoldetem und polychromem Besatz. Unter ihren Füßen ist eine Schlange und ein Apfel aus dem Garten Eden zu erkennen als Symbol für den Sieg der Gottheit über die Macht des Bösen.
- Die Statue des Antonius von Padua ruht auf einer polychromen, neugotisch wirkenden Wandkonsole. Er trägt den Habit eines Franziskaners und hält als Ikonographisches Heiligenattribut das Jesuskind in seinen Armen. Dies weist auf das Ereignis hin, in dem das Jesuskind dem heiligen Antonius in einer Nacht erschienen haben soll.
- Die Statue des heiligen Josef von Nazaret ist auf einem Säulenkapitell an der Wand platziert. Er trägt das Jesuskind auf seinem Arm, das in seiner rechten Hand die Erdkugel trägt und die linke zum Segnen erhoben hat. Josef trägt einen weiten Mantel, der vollständig vergoldet ist.
- Die Statue von Therese von Lisieux steht auf einer polychromen Wandkonsole, die mit zwei Engelsköpfen verziert ist. Sie trägt den Habit einer Karmeliterin und hält ein Kruzifix und einen Strauß Rosen auf ihrer Brust.
- Unweit der Statue der Therese von Lisieux wird Jean-Marie Vianney, genannt der Pfarrer von Ars, dargestellt. Er trägt die Kleidung eines Gemeindepfarrers, ein Amt, das er über 40 Jahre in Ars-sur-Formans im Département Ain innehatte. Er trägt die traditionelle schwarze Soutane, darüber ein weißes Chorhemd und eine violette Stola.

## Wirtschaft und Infrastruktur
Neben Handel und Dienstleistungen ist die Landwirtschaft mit den Schwerpunkten Viehzucht und Weidewirtschaft ein wichtiger Wirtschaftsfaktor der Gemeinde.

### Bildung
Die Gemeinde verfügt über eine öffentliche Grundschule mit 22 Schülerinnen und Schülern im Schuljahr 2017/2018.

### Sport und Freizeit
In der Gemeinde gibt es ein Reitsportzentrum.

### Verkehr
Serres-Sainte-Marie wird durchquert von den Routes départementales 233, 263 und 663.
Die Autoroute A64, genannt La Pyrénéenne, durchquert ebenfalls das Gemeindegebiet, allerdings ohne direkte Ausfahrt zum Ort. Die am nächsten gelegene Ausfahrt 9 ist ca. 5 km entfernt und bedient die Nachbargemeinde Artix.